# Max von Stephanitz
Đội trưởng Max Emil Friedrich von Stephanitz (30 tháng 12 năm 1864 – 22 tháng 4 năm 1936) là một sĩ quan kỵ binh và nhà lai tạo chó người Đức, người được cho là đã phát triển giống Chó chăn cừu Đức như hiện được biết đến, đặt ra các hướng dẫn cho tiêu chuẩn giống và là chủ tịch đầu tiên của Hiệp hội chó chăn cừu Đức(S.V.).

## Tiểu sử
Sinh ra ở Dresden, Vương quốc Sachsen, thành giới quý tộc Đức, Stephanitz là một sĩ quan kỵ binh chuyên nghiệp và đã có một thời gian phục vụ tại Trường Cao đẳng Thú y ở Berlin. Tại đây, ông đã có được những kiến thức quý giá về sinh học, giải phẫu học và khoa học về chuyển động, tất cả những kiến thức này sau này ông đã áp dụng vào việc nhân giống chó. Ông được thăng cấp Đại úy vào năm 1898 và ngay sau đó được trả tự do.

## Sự khởi đầu của tiêu chuẩn hóa
Stephanitz đã mua bất động sản gần Grafrath vào những năm 1890, nơi ông bắt đầu thử nghiệm chăn nuôi chó. Ông đã sử dụng nhiều kỹ thuật được sử dụng bởi những người nuôi chó ở Anh trong thời kỳ đó. Ông chủ yếu quan tâm đến việc cải tiến giống chó chăn cừu Đức vì chúng là giống chó địa phương và là giống chó lao động vào thời của ông. Stephanitz thích tham dự các buổi trình diễn chó và quan sát thấy rằng có nhiều "loại" chó chăn cừu khác nhau được sử dụng ở Đức nhưng không có tiêu chuẩn hóa giống chó nào. Anh ấy vô cùng ngưỡng mộ những con chó có ngoại hình giống chó sói và đôi tai vểnh, những người cũng thông minh, có giác quan nhạy bén và sẵn sàng làm việc và tin rằng anh ấy có thể tạo ra một con chó làm việc tốt hơn để sau đó có thể được sử dụng trên khắp nước Đức.
Ông mua con chó đầu tiên Hektor Linksrhein vào năm 1899 và đổi tên thành Horand von Grafrath. Horand đã được Stephanitz và các nhà lai tạo khác sử dụng làm giống đực giống chính và là nền tảng của giống chó Béc-giê Đức như chúng ta biết. Stephanitz đã sử dụng kiến thức mà anh ấy có được trong những năm làm việc tại Trường Cao đẳng Thú y và "...đã thiết lập một 'thiết kế vĩ đại' mà anh ấy muốn các nhà lai tạo hướng tới bằng cách đánh giá dựa trên góc độ của xương , tỷ lệ và số đo tổng thể." Con trai của Horand là Hektor kiện Schwaben và các cháu trai của ông là Heinz kiện Starkenburg, Beowolf và Pilot cũng có công trong việc tiêu chuẩn hóa giống chó này. Chó từ các khu vực khác của Đức như Franconia, Württemberg và Thuringia cũng được sử dụng làm giống.
Vào ngày 22 tháng 4 năm 1899, Stephanitz thành lập Hiệp hội chó chăn cừu Đức(S.V.) cùng với người bạn Artur Meyer. Ba chủ cừu, hai chủ nhà máy, một kiến trúc sư, một thị trưởng, một chủ quán trọ và một quan tòa đã tham gia cùng họ với tư cách là những người đồng sáng lập. Cùng với việc thiết lập một tiêu chuẩn giống, S.V. cũng đã phát triển Zuchtbuch (Đăng ký giống). Hai mươi năm sau, họ xuất bản Körbuch (Sách Khảo sát Giống), xác định mức độ phù hợp của một con chó để nhân giống dựa trên các đặc điểm thể chất và tinh thần của nó, chứ không chỉ dựa trên chiến thắng trong các buổi biểu diễn. Dưới sự hướng dẫn của Stephanitz, S.V. đã trở thành câu lạc bộ giống chó lớn nhất trên thế giới và ý tưởng của ông là giới thiệu giống chó này với các loại công việc khác như chuyển tin nhắn, công việc cứu hộ, nhiệm vụ canh gác và làm chó bảo vệ cá nhân. Chó chăn cừu Đức đã ra mắt thế giới với những vai trò này trong Chiến tranh thế giới thứ nhất.
Phiên tòa Schutzhund đầu tiên được tổ chức tại Đức vào năm 1901 và kiểm tra khả năng theo dõi, vâng lời và bảo vệ của chó. Câu lạc bộ chó giống Anh đã vinh danh giống chó này bằng sổ đăng ký riêng vào năm 1919.
Stephanitz qua đời ở Dresden vào ngày kỷ niệm 37 năm câu lạc bộ mà anh ấy và Artur Meyer cùng nhau thành lập. The S.V. vẫn còn tồn tại và có trụ sở tại Augsburg, Đức.